# Verchojansk
Verchojansk (in russo Верхоянск?, traslitterato anche Verhojansk, Verkhojansk, Verkhoyansk; in jacuto: Үөһээ Дьааҥы, Üöhee D'aañı) è una città della Russia, situata nella Siberia Orientale, nella repubblica autonoma della Sacha-Jacuzia sul medio corso del fiume Jana.

## Storia
Risale al 1638 un accampamento invernale cosacco, fondato una novantina di chilometri a sud-ovest dell'abitato moderno; lo status di città arrivò nel 1817.

## Popolazione
Fonte: mojgorod.ru
| 1897  | 1939  | 1959  | 1970  | 1979  | 1989  | 2002  | 2007  | 2015  |
| ----- | ----- | ----- | ----- | ----- | ----- | ----- | ----- | ----- |
| 1 007 | 1 614 | 1 432 | 1 897 | 1 716 | 1 923 | 1 286 | 1 300 | 1 150 |

## Geografia fisica

### Clima
Nella zona di Verchojansk si registra il clima invernale più rigido dell'emisfero nord del mondo abitato, a causa della formazione di poderose strutture altopressorie termiche (anticicloniche, anche oltre i 1040 hPa per settimane) che causano un accumulo, nei più bassi strati atmosferici, di aria più pesante già freddissima poiché proveniente dall'atmosfera più elevata, che a sua volta si raffredda progressivamente anche a causa della irrisoria, se non inesistente, insolazione, specialmente nel culmine dell'inverno attorno al periodo natalizio. Sono quindi molto frequenti delle forti inversioni termiche. La notevole continentalità del luogo (lontananza dal mare) acuisce non poco l'estrema intensità del gelo.
Verchojansk, in particolare, è famosa per essere uno dei centri abitati più freddi di tutto il mondo, primato conteso con Ojmjakon e Tomtor. La città ha raggiunto una temperatura minima assoluta di −67,6 °C; alcune fonti riportano invece un valore minimo di −69,8 °C, registrato nel febbraio 1892.. Nella zona le escursioni annue possono raggiungere e superare i 100 °C, dal momento che il massimo storico di temperatura, risalente al 20 giugno del 2020, è di 38 °C. Questo dato, se confermato dalle massime autorità internazionali, avrebbe battuto il record per la temperatura più alta nella storia dell'Artico.
| Verchojansk (1991-2020) Fonte: | Mesi         | Mesi         | Mesi         | Mesi         | Mesi         | Mesi        | Mesi        | Mesi        | Mesi         | Mesi         | Mesi         | Mesi         | Stagioni | Stagioni | Stagioni | Stagioni | Anno  |
| Verchojansk (1991-2020) Fonte: | Gen          | Feb          | Mar          | Apr          | Mag          | Giu         | Lug         | Ago         | Set          | Ott          | Nov          | Dic          | Inv      | Pri      | Est      | Aut      | Anno  |
| ------------------------------ | ------------ | ------------ | ------------ | ------------ | ------------ | ----------- | ----------- | ----------- | ------------ | ------------ | ------------ | ------------ | -------- | -------- | -------- | -------- | ----- |
| T. max. media (°C)             | −41,6        | −36,7        | −18,8        | −1,8         | 10,3         | 20,6        | 23,4        | 19,2        | 8,7          | −8,5         | −30,0        | −40,6        | −39,6    | −3,4     | 21,1     | −9,9     | −8,0  |
| T. media (°C)                  | −44,7        | −42,1        | −28,9        | −10,9        | 4,2          | 13,9        | 16,5        | 12,1        | 2,8          | −13,4        | −33,7        | −43,6        | −43,5    | −11,9    | 14,2     | −14,8    | −14,0 |
| T. min. media (°C)             | −47,7        | −46,3        | −37,4        | −20,4        | −2,0         | 7,3         | 10,0        | 5,7         | −1,9         | −18,0        | −37,3        | −46,3        | −46,8    | −19,9    | 7,7      | −19,1    | −19,5 |
| T. max. assoluta (°C)          | −9,5 (1997)  | −0,3 (1940)  | 5,6 (2017)   | 14,3 (1943)  | 28,1 (1981)  | 38,0 (2020) | 37,3 (1988) | 33,7 (1969) | 25,1 (1934)  | 14,5 (1949)  | 1,1 (1975)   | −5,3 (1979)  | −0,3     | 28,1     | 38,0     | 25,1     | 38,0  |
| T. min. assoluta (°C)          | −66,6 (1912) | −67,6 (1892) | −60,3 (1912) | −57,2 (1896) | −34,2 (1890) | −7,9 (1982) | −3,2 (1964) | −9,9 (1962) | −21,7 (1957) | −48,7 (1915) | −57,2 (1960) | −64,5 (1902) | −67,6    | −60,3    | −9,9     | −57,2    | −67,6 |
| Nuvolosità (okta al giorno)    | 5,0          | 4,8          | 4,3          | 5,0          | 6,5          | 6,4         | 6,3         | 6,6         | 7,1          | 6,7          | 5,8          | 5,0          | 4,9      | 5,3      | 6,4      | 6,5      | 5,8   |
| Precipitazioni (mm)            | 6            | 5            | 5            | 4            | 16           | 30          | 34          | 30          | 22           | 13           | 11           | 6            | 17       | 25       | 94       | 46       | 182   |
| Giorni di pioggia              | 0            | 0            | 0            | 1            | 8            | 14          | 14          | 14          | 10           | 0,4          | 0,0          | 0,0          | 0,0      | 9,0      | 42,0     | 10,4     | 61,4  |
| Nevicate (cm)                  | 20           | 22           | 24           | 18           | 1            | 0           | 0           | 0           | 0            | 5            | 12           | 16           | 58       | 43       | 0        | 17       | 118   |
| Giorni di neve                 | 17           | 16           | 12           | 9            | 8            | 1           | 0,3         | 0,4         | 8,0          | 17,0         | 18,0         | 16,0         | 49,0     | 29,0     | 1,7      | 43,0     | 122,7 |
| Giorni di nebbia               | 1            | 0,3          | 0,2          | 0,1          | 0,03         | 0,1         | 1,0         | 5,0         | 5,0          | 1,0          | 0,1          | 1,0          | 2,3      | 0,3      | 6,1      | 6,1      | 14,8  |
| Umidità relativa media (%)     | 74           | 74           | 69           | 63           | 58           | 57          | 61          | 69          | 74           | 78           | 77           | 75           | 74,3     | 63,3     | 62,3     | 76,3     | 69,1  |
| Vento (direzione-m/s)          | SW 0,6       | SW 0,5       | SW 0,7       | NE 1,5       | NE 2,4       | N 2,6       | N 2,2       | NE 1,7      | SW 1,6       | SW 1,1       | SW 0,7       | SW 0,7       | 0,6      | 1,5      | 2,2      | 1,1      | 1,4   |